# Juan R. Escudero
Juan R. Escudero é uma localidade do estado de Guerrero, no México. A sede do município é Tierra Colorada.
Escudero possui 652.6 km² e em 2005, o município tinha uma população de 22805 habitantes.